# Никула Тарас Денисович
Тарас Денисович Никула (5 січня 1936, с. Банилів, Вижницький район, Чернівецька область — 6 червня 2019, Київ) — український лікар, доктор медичних наук (1984), професор (1988), дійсний член Української академії наук, Нью-Йоркської академії наук, АН вищої освіти України, заслужений діяч науки і техніки України (2003), лауреат Державної премії України в галузі науки і техніки (2009).

## Біографія
Народився в селянській сім'ї Дениса Андрійовича та Ірини Назарівни Никулів.1951 закінчив Банилівську неповно-середню школу, 1954 — Вижницьку середню школу ім. Юрія Федьковича, 1960 -. лікувальний факультет (з відзнакою) Чернівецького державного медичного інституту. За власним бажанням, відмовившись від аспірантури, працював 5 років практичним лікарем у Вашківецькому районі на Буковині, а також викладав терапію у Вашківецькому медичному училищі.
З 1965 працює у Національному медичному університеті імені О. О. Богомольця. Пройшов шлях від клінічного ординатора до професора, завідувача кафедри терапії (з 1988), в.о. проректора з навчальної та наукової роботи, завідувача кафедри пропедевтики внутрішньої медицини № 2. Провідний учений-клініцист, послідовник творців Київської терапевтичної школи.
Помер у Києві 6 червня 2019 року.

## Наукова діяльність
Фундатор і багаторічний науковий керівник клініки Київського міського центру нефрології та діалізу; організатор бальнеологічного курорту Брусниця на Буковині; був головним терапевтом Української республіканської ради з управління курортами профспілок, заступником голови Державної наукової санаторно-курортної комісії з нефрології. Засновник і головний редактор першого в Україні періодичного нефрологічного видання «Актуальні проблеми нефрології».
Коло наукових інтересів: нефрологія, кардіологія, гастроентерологія, ревматологія, загалом 55 напрямків.
Уперше в світі комплексно вивчив у різних нефрологічних хворих порушення амінокислотного обміну, перебіг захворювань, його пріоритетні результати цитувалися зарубіжними нефрологами, запропонував нові критерії об'єктивізування виділення якісно різних етапів в еволюції захворювань нирок.
Підготував 4 докторів, 21 кандидата медичних наук та 8 магістрів медицини. Автор 911 наукових праць, серед них 72 — підручник, навчальні посібники і монографії, 54 винаходи і корисні моделі. Спільно з дружиною видали 5 тлумачних терапевтичних словників 4-ма мовами, що сприяло впровадженню державної мови в навчальний процес.
Основні наукові праці
- Практическая нефрология — Киев: Здоров'я, 1974 (у співавторстві).
- Диетическое питание при хронической почечной недостаточности.- Киев: Здоров'я, 1983.
- Російсько-українсько-латинський тлумачний терапевтичний словник.- К., 1994. (у співавторстві).

- Нефрологія. — К.: Здоров'я, 1995.- (у співавторстві).

- Энциклопедия семейного врача — К.: Здоров'я, 1995.- Кн. 1, 2. (у співавторстві).

- Немедикаментозное лечение в клинике внутренних болезней.– К.: Здоров'я, 1995 (у співавторстві).

- Фітотерапія в нефрології.- К., 1995. (у співавторстві).

- Пропедевтика внутрішніх хвороб.- К., 1996.- (у співавторстві).

- Англо-український тлумачний терапевтичний словник.- К., 1997. (у співавторстві).

- Українсько-англійський тлумачний терапевтичний словник. Ukrainian-English explanatory therapeutic dictionary.- К., 1997.- (у співавторстві).

- Діагностика гломерулонефриту та хронічної ниркової недостатності.- К.: Задруга, 2000.

- Історія кафедри пропедевтики внутрішніх хвороб № 2 Національного медичного університету (1932—2001).- К.: Задруга, 2001.

- Хронічна ниркова недостатність.- К.: Задруга, 2001.

- Діагностичні фармакологічні проби в кардіології, нефрології та гастроентерології.- К.: Задруга, 2003 (у співавторстві).

- Пропедевтична нефрологія.- Київ: Задруга, 2003 (у співавторстві)

- Клінічна нефрологія.- К.: Здоров'я, 2004 (у співавторстві).

- Життя і медицина: Спогади, бібліографія.- К.: Задруга, 2006.

- Застосування біоптрон-ПАЙЛЕР-світла в медицині.- К.: ІФБ НАНУ, КМАПО, 2006 (у співавторстві).

- Українсько-російсько-англійсько-латинський тлумачний терапевтичний словник.- К.: Задруга, 2007 (у співавторстві).

- Харчування людей (раціональне і дієтичне).- К.: Задруга, 2007 (у співавторстві).

- Пропедевтика внутрішньої медицини: Клінічний практикум — К.: Задруга, 2009. (у співавторстві).

- Терапевтичний тлумачний словник: анґлійсько-український, українсько-анґлійський. Therapeutic explanatory dictionary: English-Ukrainian, Ukrainian-English.– Київ: Задруга, 2012 (у співавторстві).

- Діагностичні та лікувальні маніпуляції  у практиці лікаря-інтерніста і педіатра:- Київ: Задруга, 2012 (у співавторстві).

- Перша долікарська допомога: підручник.- Київ: Майстер книг, 2014 (у співавторстві).
- Тарас Никула. Родом із Буковини (Мемуари).- Київ: Задруга.- 2015.- 512 с.

- Тарас Никула. Моє київське півстоліття (Мемуари).- Київ; Задруга.- 2015.- 424 с.

## Нагороди
- орден «Excellentia»
- орден «За заслуги» ІІІ ступеня[5]
- нагорода Ярослава Мудрого
- відзнака «Знак Пошани»
- відзнака «Гордість медицини України»
- медаль «За успіхи в науково-педагогічній діяльності»
- медаль імені Стражеска
- медаль імені Марії Кюрі
- медаль імені Платона
- медаль «2000 видатних людей XX століття»
- медаль «2000 видатних інтелектуалів XXI століття»
- медаль «2000 видатних учених XXI століття»

Номінований почесними міжнародними званнями «Людина року» (США, 2003; Велика Британія, 2010), «Міжнародний вчений року» (2004, 2011). Нагороджений шістьма Почесними грамотами Міністерства охорони здоров'я України.

## Родина
Одружений, має трьох синів, дочку та онука. Дружина і двоє дітей — лікарі, отже, створена лікарська династія.